# شولا آمئوبی
شولا آمئوبی (انگلیسی: Shola Ameobi؛ زاده ۱۲ اکتبر ۱۹۸۱) یک بازیکن فوتبال اهل نیجریه است.

## زندگی حرفه‌ای
آمئوبی در زاریا در نیجریه به دنیا آمد و در سن ۵ سالگی با خانواده‌اش به نیوکاسل، انگلستان مهاجرت کرد. وی پیش قراردادی با باشگاه فوتبال نیوکاسل در ۱ ژوئیه ۱۹۹۷ امضا کرد.